# Биржевая сделка
Биржевой сделкой называется зарегистрированный биржей договор (соглашение), заключаемый участниками биржевой торговли в отношении биржевого товара в ходе биржевых торгов. Порядок регистрации и оформления биржевых сделок устанавливается биржей.
Сделка, заключённая на организованном внебиржевом рынке (NASDAQ, РТС), юридически не считается биржевой сделкой.

## История
На Санкт-Петербургской бирже действовал фондовый отдел. Им биржевая сделка определялась как действие, которое проводится на биржевом собрании между действительными членами отдела. Сделку, которую по тем или иным причинам заключали вне биржи, не признавали биржевой. Но на Калашниковской бирже сделку признавали биржевой, если даже она совершалась вне биржи, но при посредничестве ее маклера, или в случае, если стороны, которые участвовали в сделке, договорились между собой считать ее биржевой. Биржевая сделка заключалась между членами биржевого общества. На некоторых биржах временные посетители имели право совершать операции, которые также признавались биржевыми сделками. В 1896 году в Германии появился биржевой закон, согласно которому биржевые сделки могли совершать только те, кто числился в особом биржевом регистре.

## Механизм заключения биржевых сделок
Заключение сделок на бирже происходит путём подачи участником торгов заявок на сделку. В случае если две разнонаправленные заявки (одна на покупку — одна на продажу) удовлетворяют условиям друг друга, то на их основе заключается сделка. Гарантом исполнения обязательств по сделке выступает биржа. То есть, если даже один из контрагентов не выполнит свои обязательства, они будут выполнены биржей.

## Заявка на биржевую сделку
Основная статья: Биржевая заявка
В заявке на биржевую сделку указывается следующая информация:
- торговый код участника
- срок действия заявки
- тип заявки (рыночная, стоп, стоп-лимитная, лимитная)
- обозначение инструмента с которым заключается сделка (ценная бумага или срочный биржевой контракт)
- цена
- количество ценных бумаг или срочных биржевых контрактов
- направление сделки: покупка или продажа
- контрагент — указывается для случая адресной заявки
- указание на сделку РЕПО — если заключается сделка РЕПО
- указание на заключение сделки с целью хеджирования — данный признак используется при заключении сделки на рынке срочных контрактов

## Типы биржевых сделок c ценными бумагами
Сделка с расчётами день в день (today) — сделка, по которой исполнение обязательств сторонами выполняется практически моментально. Контрагентом по такой сделке как правило выступает биржа. Для заключения таких сделок необходимо предварительное резервирование денежных средств и/или ценных бумаг на бирже.
Наличная сделка (spot) — сделка с расчётами в течение двух дней. Сделка «today» является разновидностью spot-сделки.
Форвардная сделка (forward, срочная сделка) — сделка с расчётами от 3-х дней. Для таких сделок как правило не требуется резервировать средства накануне торгов. Обозначается как T+N1+N2. Где N1 — количество рабочих дней со дня заключения до дня планируемой поставки ценных бумаг. N2 — количество рабочих дней со дня заключения до дня планируемой оплаты. Если оплата и поставка производится в один день, то сделка обозначается как T+N1, где N1 — дата поставки и оплаты.
Пример обозначения:
T+3+5 — сделка заключённая на следующих условиях: дата поставки через три дня после заключения сделки, дата оплаты через 5 дней после заключения сделки
На большинстве бирж сделки заключаются только на условиях DVP — поставка против платежа (поставка и оплата производятся в один момент времени). Факт оплаты отслеживается депозитарным центром.
Сделка РЕПО — сделка по продаже (покупке) эмиссионных ценных бумаг (первая часть РЕПО) с обязательной последующей обратной покупкой (продажей) ценных бумаг того же выпуска в том же количестве (вторая часть РЕПО) через определенный договором срок по цене, установленной этим договором при заключении первой части такой сделки.
маржинальная сделка — сделка, совершаемая на кредитные средства (предоставляемые брокером или банком).